# Shannoniana
Shannoniana är ett släkte av tvåvingar. Shannoniana ingår i familjen stickmyggor.
Kladogram enligt Catalogue of Life:
| Shannoniana | \| \| Shannoniana fluviatilis \| \| \| \| \| \| Shannoniana moralesi \| \| \| \| \| \| Shannoniana schedocyclium \| \| \| \| |
|             | \| \| Shannoniana fluviatilis \| \| \| \| \| \| Shannoniana moralesi \| \| \| \| \| \| Shannoniana schedocyclium \| \| \| \| |
|             | Shannoniana fluviatilis |
|             | |
|             | Shannoniana moralesi |
|             | |
|             | Shannoniana schedocyclium |
|             | |